# Kisvejke
Kisvejke ist eine ungarische Gemeinde im Kreis Bonyhád im Komitat Tolna.

## Geografische Lage
Kisvejke liegt ungefähr 13 Kilometer nordwestlich der Kreisstadt Bonyhád. Nachbargemeinden sind Závod, Nagyvejke, Mucsfa und Lengyel.

## Infrastruktur
Im Ort gibt es Kindergarten, Bücherei, hausärztlichen Dienst, Bürgermeisteramt sowie eine Kirche. Die Gemeinde ist landwirtschaftlich geprägt. Auf mehr als 400 Hektar Fläche werden Aprikosen angebaut, weiterhin Mandeln und Holunderbeeren. Die Vermarktung findet über eine 1997 gegründete Genossenschaft statt und die Produkte werden nach Italien, in die Schweiz und nach Russland exportiert.

## Sehenswürdigkeiten
- Kajszi-Fesztivál
- Römisch-katholische Kirche Szent György, erbaut 1826

## Verkehr
In Kisvejke treffen die Landstraßen Nr. 6537 und Nr. 6538 aufeinander. Der nächstgelegene Bahnhof befindet sich 15 Kilometer nordwestlich in Kurd.